# Butsènit (Lérida)
Butsènit es una entidad de población española del municipio de Lérida, perteneciente a la provincia de ese mismo nombre, en la comunidad autónoma de Cataluña. En 2022, la entidad singular de población tenía empadronados 880 habitantes y el núcleo de población, ninguno.